# Steve Matteson

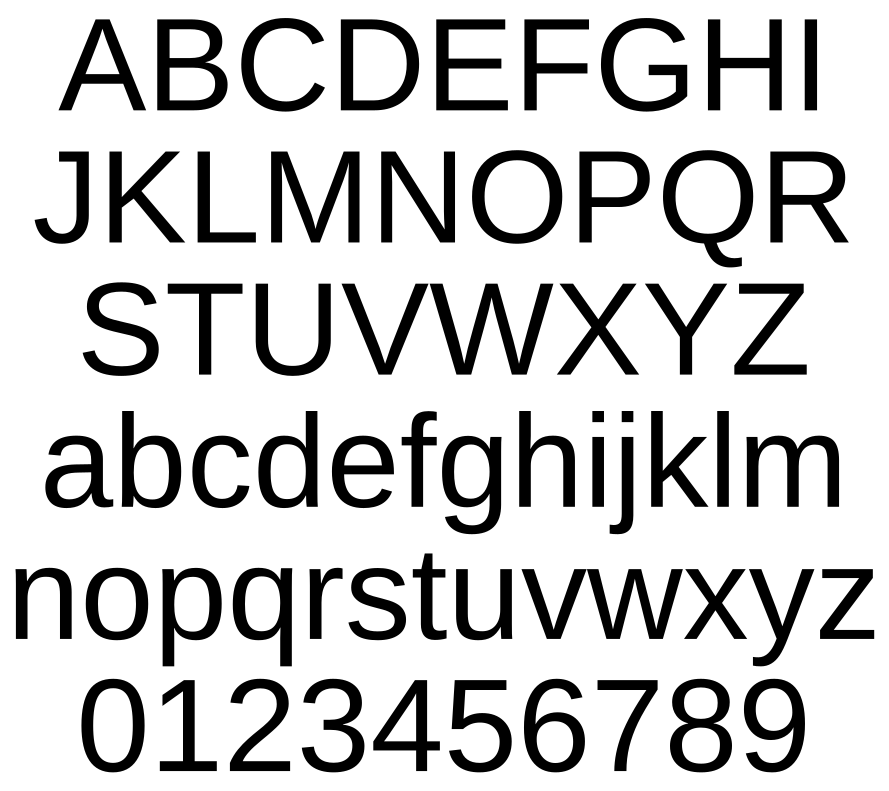

Steven R. Matteson est un créateur de caractères américain, né en 1965 à Chicago (Illinois). Il a notamment travaillé sur des systèmes d'exploitation pour ordinateurs, consoles de jeux, téléphones mobiles et autres appareils électroniques. Il est notamment à l'origine des familles de police d'écriture Segoe, Liberation et Droid, de la marque et de l'interface utilisateur de la première Xbox de Microsoft, puis de celle de la Xbox 360.

## Biographie
Steve Matteson sort diplômé du Rochester Institute of Technology’s School of Printing en 1988. En 1990 il est embauché par Monotype comme contractuel pour aider à la production des premières polices TrueType : Arial, Times New Roman et Courier New. En 1991 il ouvre les bureaux de Monotype en Californie pour se spécialiser dans les productions de polices pour des entreprises comme Apple, Hewlett-Packard et Microsoft.
Au cours de sa carrière Matteson a travaillé sur de nombreux alphabets différents, notamment grec, cyrillique, thaï, hébreu et arabe.

## Polices de caractères
- Andale Mono
- Andy Bold
- Aptos
- Arimo
- Ascender Sans
- Ascender Serif
- Ayita
- Binner Gothic
- Blueprint
- Cambria
- Chicory
- Convection
- Cousine
- Curlz
- Dujour
- Droid
- Endurance Pro
- Facade Condensed
- Fineprint
- Fineprint Swash One
- Fineprint Swash Two
- Goudy Ornate
- Kootenay Pro
- Liberation Mono
- Liberation Sans
- Liberation Serif
- Lindsey Pro
- Massif Pro
- Mayberry
- Miramonte Pro
- Noto Sans
- Noto Sans Mono
- Noto Serif
- Open Sans
- Open Sans Condensed
- Othello
- Pescadero Pro
- Segoe
- Sports Three
- Sports Two
- Tinos
- Titanium
- Truesdell
- Truesdell Ornaments
- Twentieth Century Poster Fonts